# Takamine
Pour les articles homonymes, voir Takamine (homonymie).
Takamine est une marque de guitares dont le fabricant (高峰楽器製作所 Takamine Gakki Seisakusho) est basé à Nakatsugawa dans la préfecture de Gifu au Japon depuis 1966. Elle tient son nom de la montagne Takamine au pied de laquelle se trouve l'atelier de lutherie.
Elle produisait à l'origine des guitares acoustiques et s'est ensuite spécialisée dans les guitares électro-acoustiques, dont elle est un des leaders du marché.

## Historique
Fondée en 1959, la société a pris le nom de Takamine en mai 1962. En 1978, elle a fait partie des premières à proposer des modèles électro-acoustiques. Elle a aussi innové [Quand ?] en intégrant un préampli-égaliseur permettant d'étendre les fonctionnalités.

## Galerie

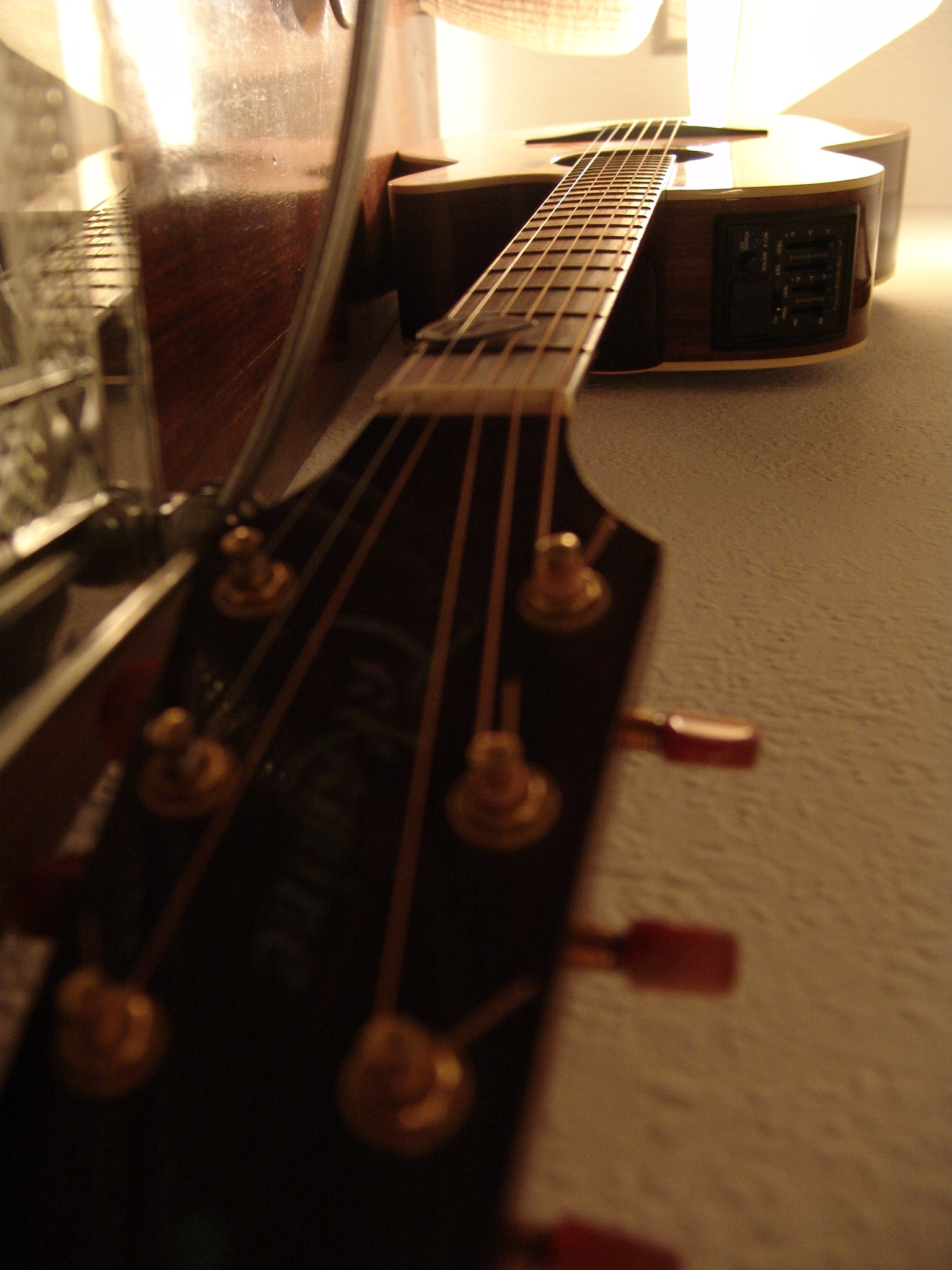
Une guitare Takamine (modèle Santa Fé)
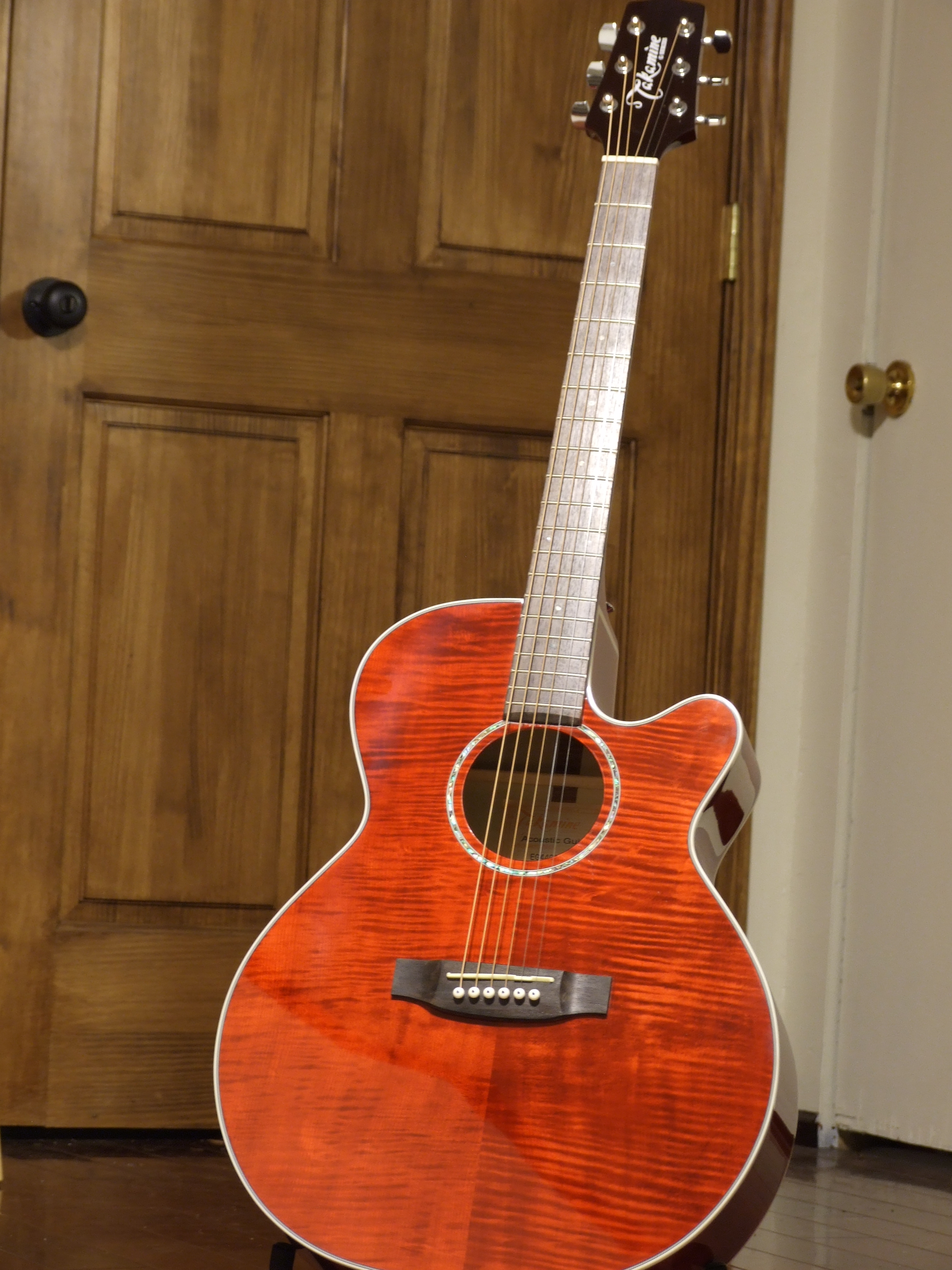
Takamine EG440c
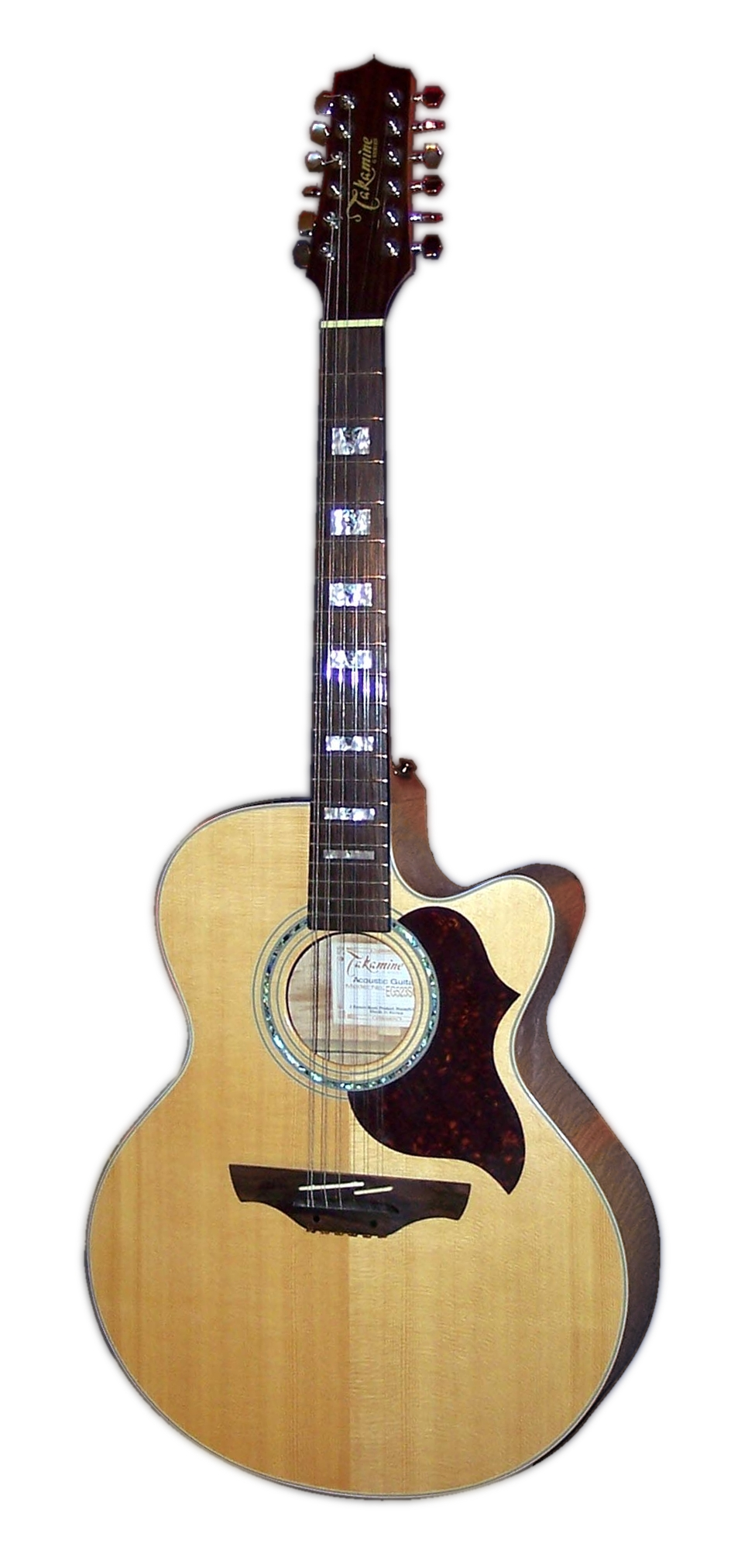
Takamine 12 cordes